# I Maestri del Fantastico
I Maestri del Fantastico è stata una collana editoriale di narrativa fantastica pubblicata in Italia da Fanucci Editore per 2 anni, dal 1989 al 1991, per un totale di 11 uscite.

## Storia editoriale
Fondata nel 1971, Fanucci Editore si specializzò sin da subito nell'importazione in Italia di narrativa fantastica anglofona e inizialmente organizzò il suo catalogo in collane miscellanee che proponevano sia romanzi sia antologie di racconti, tanto di fantascienza quanto di fantasy e horror: Futuro. I Pocket di Fantascienza (successivamente ripubblicata come Sidera nello spazio e nel tempo), Futuro. Biblioteca di Fantascienza, e Orizzonti. Capolavori di Fantasia e Fantascienza. Verso la metà degli anni Ottanta, tuttavia, i curatori Sebastiano Fusco e Gianni Pilo riorganizzarono e razionalizzarono la proposta Fanucci nelle tre linee specializzate Il Libro d'Oro della Fantascienza, I Libri di Fantasy. Il Fantastico nella Fantascienza e I Miti di Cthulhu, con la conseguenza che i materiali pubblicati nel decennio precedente caddero gradualmente fuori commercio. Fra 1988 e 1989, pertanto, Fanucci lanciò sul mercato due collane dirette da Pilo che ristampassero i migliori materiali di Futuro e Orizzonti, stavolta suddivisi per macro-genere: da un lato Biblioteca di Fantascienza, dall'altra, appunto, I Maestri del Fantastico, che però venne sospesa dopo solo due anni.
Entro I Maestri del Fantastico furono ristampate pressoché tutte le raccolte di racconti e tutti i romanzi già apparsi in Futuro e Orizzonti che afferissero al fantastico tardo-ottocentesco e di Belle Époque, cui si aggiunsero due raccolte personali inedite di Matthew Phipps Shiel e Mary Eleanor Wilkins Freeman – nonché un'antologia di racconti ispirati all'opera di H. P. Lovecraft e surrettiziamente accreditata al solo Stephen King, la quale, a rigore, sarebbe dovuta confluire nella collana I Miti di Cthulhu.
Tutti i volumi della collana furono stampati con foliazione da 205x135 mm e rilegati in brossura; tutte le copertine presentavano un'illustrazione centrale contornata da una cornice gialla. 

## Elenco delle uscite
| Numero | Autore                                      | Titolo                                      | Note | Anno           | ISBN       |
| ------ | ------------------------------------------- | ------------------------------------------- | --- | -------------- | ---------- |
| 1      | Matthew P. Shiel                            | Xélucha e altri orrori                      | Raccolta allestita postuma, comprende dodici racconti.                                                                           | Febbraio 1989  | 8834701356 |
| 2      | Jack Williamson                             | Il signore delle tenebre                    | | Aprile 1989    | 8834701100 |
| 3      | Robert William Chambers                     | Il Re in Giallo                             | Raccolta allestita dall'autore, comprende i quattro racconti del Re in Giallo e sei racconti autoconclusivi.                     | Agosto 1989    | 883470102X |
| 4      | William Hope Hodgson                        | Naufrago nell'ignoto                        | | Agosto 1989    | 8834701038 |
| 5      | Algernon Blackwood                          | John Silence, investigatore dell'occulto    | Raccolta del ciclo di John Silence allestita dall'autore, comprende tre romanzi brevi e due racconti.                            | Dicembre 1989  | 8834700929 |
| 6      | Abraham Merritt                             | Il vascello di Ishtar                       | | Maggio 1990    | 8834700899 |
| 7      | Stephen King, ma Ramsay Campbell (curatore) | Orrore a Crouch End                         | Antologia di nove racconti ambientati nell'universo condiviso del Ciclo di Cthulhu.                                              | Giugno 1990    | 8834700791 |
| 8      | Abraham Merritt                             | Il volto nell'abisso                        | Romanzo fix-up del ciclo di Nicholas Graydon.                                                                                    | Settembre 1990 | 8834700783 |
| 9      | Algernon Blackwood                          | Colui che ascoltava nel buio e altre storie | Raccolta creata per il mercato italiano, comprende il sesto episodio del ciclo di John Silence e cinque racconti autoconclusivi. | Novembre 1990  | 8834700767 |
| 10     | Arthur Machen                               | I tre impostori                             | Raccolta allestita dall'autore, comprende il ciclo completo dei Tre Impostori e tre racconti autoconclusivi.                     | Febbraio 1991  | 8834702042 |
| 11     | Mary E. Wilkins                             | Storie di fantasmi                          | Raccolta allestita postuma, comprende undici racconti.                                                                           | Giugno 1991    | 8834700538 |